# Teorin om global arbetsyta
Teorin om global arbetsyta beskriver medvetandet som en övergripande funktion i hjärnan. Teorin som framförts av Bernard Baars och Stanislas Dehaene är ett försök att förklara bindningsproblemet, det vill säga hur olika nervprocesser i hjärnan framträder som medvetna sinnesintryck, föreställningar, tankar, motiv och känslor. Teorin har myntat begreppet global arbetsyta (engelska Global Workspace) som funktionen som samordnar de olika processerna i hjärnan som ger en jagkänsla och ett självmedvetande som styr upplevelser och handlingar.

## Bakgrund - bindningsproblemet
Teorin föreslår en lösning på bindningsproblemet. Hur kan 100 miljarder neuroner uppbåda ett enhetligt medvetande? Neurologer har sedan länge lokaliserat funktionsspecifika hjärnområden.   Visuella intryck bearbetas i occipitalloben. Talat språk alstras i Brocas område. Lesioner i den striatala barken kan orsaka akinetopsi – oförmågan att iaktta visuell rörelse. Listan på hjärnans arbetsfördelning är lång. Däremot har ingen plats för medvetandet lokaliserats. Möjligheten  att finna ett område, som Descartes antagande om tallkottkörteln har uteslutits i och med att hjärnan är så väl kartlagd i nuläget. En konkret placering skulle inte heller lösa bindningsproblemet, emedan det återstår att begripa hur ett medvetande kan uppstå ur omedveten våtvara (som neuroner och gliaceller).

## Synkroniserad aktivitet
Det har tidigare föreslagits att en synkron synaptisk aktivitet skulle utgöra en neural bas för vårt medvetande.  Den globala arbetsytan utgår från att detta är korrekt. Arbetsytan är till sin natur flytande, även om dess aktivitet utgår från den prefrontalabarken, gördelbarken och främre hjässloberna, såväl som främre partier av tinningloberna. Betavågor i dessa områden har gång på gång associerats med medvetna upplevelser: 270 ms efter att ett subjekt exponerats för stimuli översköljs dem av en elektrisk aktivitet. Vågen kallas för P3-våg och är en signatur för medvetnaupplevelser. Bland annat Dehaene har själv utformat flera experiment som demonstrerar fenomenet.
Ett typiskt exempel rör visuell stimuli. Näthinnans fotonfångst projiceras via thalamus laterala knäkropp till nacklobens synbark, specifikt till området V1. Även omedveten visuell stimuli tar denna väg, men stannar sedan vid något av synbarkens kortikala lager. Vid medvetna upplevelser rör sig emellertid P3-vågen tillbaka längs hjärnans axoner och antänder en global aktivitet i just prefrontalbarken, gördelbarken, de främre tinningslobspartierna såväl som den främre hjässloben.

## Evolution och medvetande
Ur ett evolutionärt perspektiv kan en modulärt arbetsfördelning förklaras. Hjärnans komplexitet behöver utvecklas med ett parti i taget. Att bearbeta stimuli modulärt fungerar i de flesta sammanhang. En komplex miljö gynnar dock de hjärnor som har förmågan att kommunicera mellan olika sinnessystem. Detta går i linje med Noam Chomskys lingvistiska teorier, där språk tänks ha framträtt i första hand som ett sätt för individen att kommunicera med sig själv, snarare än med andra individer.
Robin Dunbar har hos primater funnit ett positivt samband mellan storleken på sociala grupper och prefrontalbarken. Den sociala interaktionen befordrar således hjärnområden som kopplas till kognitiv kontroll och självmedvetenhet. Homo sapiens uppskattas som anpassad för en social grupp upp till 150 individer och har även den största frontalloben (i relation till kroppsvikt).
Jämfört med andra primater, är våra prefrontala neuron därtill försedda med större dendriter och fler dendrittaggar. Denna djungel av dendriter kodas av en gengrupp som genomgått signifikanta mutationer hos Homo-linjen. Däribland utmärker sig FoxP2, vilken reglerar vår språkförmåga. Tack vare genernas adaptiva mutationer kan ett ensamt neuron förses med 15 000 dendrittaggar – varför den alltså kan kommunicera med lika många andra neuron. Även långa axon förekommer som mest i prefrontala barken och i gördelbarken. Det är pyramidalceller i kortikala lager II och III som med sina ovanligt stora cellkroppar har förmågan att projicera över störst distans. Även spolneuron (von Economo-neuron) har stora cellkroppar och förmågan att tala med många neuron samtidigt.  Spolneuron finns bland annat hos elefanter, kaskelotter samt andra primater. Deras koncentration är som störst i prefrontala cortex, gördelbarken samt i främre associativa områden i hjässloben, varför de associerats med medvetna funktioner.

## Ett percept medvetandegörs
95 % av hjärnvågor alstras endogent (utan yttre stimuli) och ger upphov till den kraftiga grundsignal som EEG registrerar. Miljontals med neuronala representationer rör sig oupphörligt genom hjärnbarken. Genom att koppla samman kunskap om neurondistributionen med P3-vågen försöker Dehaene förklara vad som skiljer alla omedvetna processer från den medvetna isbergstoppen.
I den primära synbarken talar lagren med sina grannar. Långa projektioner är sällsynta. Varje lager kodar för en aspekt av den visuella stimulin, exempelvis horistontala linjer. Enligt Dehaene omöjliggör de korta kopplingarna en medveten representation. Detta förklarar varför även omedveten stimuli aktiverar synbarken. Ifall aktiviteten i denna överstiger en viss tröskel, svallar dock synbarksvågen vidare till främre tinningloben, främre hjässloben och prefrontala cortex. Här kan den täta djungeln av dendrittaggar och axon sända signaler mellan tusentals neuron samtidigt. Denna aktivitet har en tendens att förstärka sig själv genom en loop. Iden om en loop som utgångspunkt för medvetandet har tidigare framförts, bland annat av Douglas Hofstadter.  I och med att associationsbarken kopplas så tätt till den exekutiva förmågan som återfinns i pannloben, menar Dehaene att diskreta upplevelser i detta nätverk sammanfogas till en holistisk, subjektiv upplevelse.